# Liste des châteaux de la Haute-Savoie
La liste des châteaux de la Haute-Savoie recense de manière non exhaustive les différentes fortifications (mottes castrales, châteaux de défense ou d'agrément, maisons fortes, châtelets, tour), situées dans le département français de la Haute-Savoie. Il est fait état des inscriptions et classements au titre des monuments historiques.

## Liste
| Icône            | Signification    | Abréviations             | Abréviations                  | Abréviations             | Abréviations           |
| ---------------- | ---------------- | ------------------------ | ----------------------------- | ------------------------ | ---------------------- |
| Château fort     | Château fort     | = Bastide                | = Ferme fortifiée             | = Maison forte           | = (Néo-)Palladianisme  |
| Renaissance      | Renaissance      | = Château gascon         | = Folie (montpelliéraine)     | = Manoir, Gentilhommière | = Résidence épiscopale |
| Domaine viticole | Domaine viticole | = Classicisme, classique | = Forteresse, fort(ification) | = Maison (noble)         | = Style Beaux-Arts     |
| Palais           | Palais           | = Commanderie            | = Gothique (flamboyant)       | = Néo-baroque            | = Style Second Empire  |
| Ruine ou disparu | Ruine, disparu   | = Château pinardier      | = Hôtel particulier           | = Néo-classique          | = Style italianisant   |
|                  |                  | = Demeure seigneuriale   | ... = Style Louis XII...XVI   | = Néo-gothique           | = Style troubadour     |
|                  |                  | = Éclectisme             | = Logis (seigneurial)         | = Néo-Renaissance        | = Villa (de Nice)      |
| Baroque, rococo  | Baroque, rococo  | = Édifice religieux      | = Motte castrale/féodale      | = Pavillon de chasse     | = Styles du XXe siècle |

| Type                                           | Château                                                                       | Commune                                                        | Protection                                                      | Notes | Coordonnées                     | Illustration |
| ---------------------------------------------- | ----------------------------------------------------------------------------- | -------------------------------------------------------------- | --------------------------------------------------------------- | --- | ------------------------------- | ------------ |
| Maison forte                                   | Château d'Aléry                                                               | Annecy (Cran-Gevrier)                                          |                                                                 | XIVe siècle. | 45° 54′ 00″ N, 6° 06′ 21″ E     |              |
| Maison forte                                   | Château d'Alex                                                                | Alex                                                           |                                                                 | XIVe siècle. Propriété de la Fondation pour l'art contemporain Salomon                                                                                                | 45° 53′ 23″ N, 6° 14′ 26″ E     |              |
| Maison forte                                   | Maison forte d'Allaman                                                        | Lugrin (Hameau de la Veille église)                            |                                                                 | avt. XIIIe siècle. | 46° 24′ 13″ N, 6° 38′ 53″ E     |              |
| Maison forte                                   | Maison forte de Allaudon                                                      | Quintal                                                        |                                                                 | v. XIIIe siècle |                                 |              |
| Château fort · Ruine ou disparu                | Château-Neuf d'Allinges                                                       | Allinges                                                       | Classé MH (1993, 2011) · Notice no PA00118339                   | Xe – XIe siècle | 46° 19′ 50″ N, 6° 27′ 50″ E     |              |
| Château fort · Ruine ou disparu                | Château-Vieux d'Allinges                                                      | Allinges                                                       | Classé MH (1993, 2011) · Notice no PA00118339                   | v. Xe siècle | 46° 19′ 57″ N, 6° 28′ 01″ E     |              |
| Château fort                                   | Château d'Annecy                                                              | Annecy                                                         | Classé MH (1959) · Notice no PA00118343                         | XIIe siècle. Musée | 45° 53′ 51″ N, 6° 07′ 35″ E     |              |
| Forteresse, fort(ification) · Ruine ou disparu | Fort de l'Annonciade                                                          | Sales                                                          |                                                                 | Construit en 1569. Rasé en 1630 |                                 |              |
| Maison forte · Ruine ou disparu                | Châtelard d'Arbusigny (Châtelard du Foug ou Faoug)                            | Pers-Jussy (Jussy)                                             |                                                                 | fin XIIe – XIIIe siècle. |                                 |              |
| Maison forte                                   | Château d'Arcine                                                              | Clarafond-Arcine (Arcine)                                      |                                                                 | XIIe siècle, restaurée XXe siècle. | 46° 05′ 07″ N, 5° 54′ 03″ E     |              |
| Château fort                                   | Château d'Arcine (Château de Rumilly-sous-Cornillon)                          | Saint-Pierre-en-Faucigny (hameau de Rumilly)                   |                                                                 | XIIIe siècle, | 46° 03′ 38″ N, 6° 22′ 23″ E     |              |
|                                                | Château d'Arenthon (ou de Sonnaz)                                             | Arenthon                                                       |                                                                 | Château construit en 1628, à l'emplacement d'un château plus ancien. Propriété privée                                                                                 | 46° 06′ 15″ N, 6° 19′ 56″ E     |              |
| Villa                                          | Château des Avenières                                                         | Cruseilles                                                     |                                                                 | 1907. Hôtel-Restaurant | 46° 03′ 26″ N, 6° 05′ 57″ E     |              |
| Maison forte                                   | Château d'Avully                                                              | Brenthonne                                                     | Inscrit MH (1974) · Notice no PA00118367 · Notice no IA74000214 | XIVe et XVe siècles, XVIe siècle,. | 46° 16′ 18″ N, 6° 24′ 01″ E     |              |
| Château fort · Ruine ou disparu                | Château de la Balme (Cosengier/Cosingier ou de La Balme de Cossengy)          | La Balme-de-Sillingy (Contrebas du cimetière)                  |                                                                 | XIVe – XVIe siècle. Résidence des comtes de Genève | 45° 57′ 39″ N, 6° 02′ 37″ E     |              |
| Maison forte                                   | Château de La Balme-de-Thuy                                                   | La Balme-de-Thuy                                               |                                                                 | avant 1352 Propriété privée |                                 |              |
| Maison forte                                   | Château de Balmes                                                             | Sales                                                          |                                                                 | . Propriété privée |                                 |              |
|                                                | Château de Barbey                                                             | Mieussy                                                        |                                                                 | XVe siècle. | 46° 08′ 20″ N, 6° 31′ 32″ E     |              |
| Maison forte                                   | Château du Barrioz                                                            | Argonay                                                        |                                                                 | XIVe siècle. Propriété privée | 45° 56′ 44″ N, 6° 08′ 11″ E     |              |
|                                                | Château de Bassy                                                              | Bassy                                                          |                                                                 | XVe siècle. Propriété privée | 45° 58′ 53″ N, 5° 49′ 49″ E     |              |
| Maison (noble)                                 | Château Bastian                                                               | Frangy (Chef-lieu)                                             |                                                                 | XVIIe siècle. Achetée par la famille Bastian sous la Révolution. |                                 |              |
| Ruine ou disparu                               | Château de La Bâtie-Dardel (ou d'Arthaz)                                      | Arthaz-Pont-Notre-Dame (Arthaz)                                |                                                                 | XIIe siècle (?) |                                 |              |
| Maison forte · Ruine ou disparu                | Bâtie-Saint-Eustache (Tour de Château-vieux)                                  | Saint-Eustache (Hameau de Lavray)                              |                                                                 | v. XIIe siècle |                                 |              |
| Maison forte                                   | Château de Baudry (ou Boudric, Boudry)                                        | Arthaz-Pont-Notre-Dame (Arthaz)                                |                                                                 | fin XVIe siècle,. Propriété privée | 46° 09′ 30″ N, 6° 17′ 05″ E     |              |
| Château fort · Ruine ou disparu                | Château de Beaumont                                                           | Beaumont                                                       |                                                                 | XIIIe siècle |                                 |              |
| Maison forte                                   | Château de Beauregard                                                         | Chens-sur-Léman                                                | Inscrit MH (1964) · Notice no PA00118372 · Notice no IA74000217 | XIIe et XIVe siècles, XVe et XVIIIe siècles, jardin du Midi, ouvert à la visite                                                                                       | 46° 19′ 44″ N, 6° 15′ 48″ E     |              |
| Château fort                                   | Château de Beauregard (de La Fléchère)                                        | Saint-Jeoire                                                   |                                                                 | XIIIe siècle. Remanié au XXe siècle Propriété du diocèse d'Annecy (Privée)                                                                                            | 46° 08′ 25″ N, 6° 27′ 21″ E     |              |
| Maison forte                                   | Château de Beccon                                                             | Cruseilles                                                     |                                                                 | | 46° 01′ 44″ N, 6° 07′ 00″ E     |              |
| Classicisme, classique                         | Ferme de Bel-Air                                                              | Frangy                                                         | Inscrit MH (2010) · Notice no PA74000013                        | XVIIIe siècle |                                 |              |
| Maison forte · Ruine ou disparu                | Maison forte de Bel-Air                                                       | Marigny-Saint-Marcel                                           |                                                                 | avt. XVe siècle. |                                 |              |
| Maison forte · Ruine ou disparu                | Maison forte de Bellecombe                                                    | Reignier-Ésery (Hameau de Bellecombe)                          |                                                                 | XIIe siècle. Démantelé en 1591, | 46° 07′ 59″ N, 6° 18′ 42″ E     |              |
| Ruine ou disparu                               | Tours de Bellegarde                                                           | Magland                                                        |                                                                 | XIIIe siècle, |                                 |              |
| Forteresse, fort(ification)                    | Château de Bellegarde (Maison-Haute)                                          | Thonon-les-Bains                                               |                                                                 | v. XVe siècle Propriété de la ville | 46° 22′ 23″ N, 6° 28′ 38″ E     |              |
| Ruine ou disparu                               | Château de Bellegarde                                                         | Sallanches (Hameau de Saint-Joseph)                            |                                                                 | , |                                 |              |
| Maison forte                                   | Château de Béné-Ruphy                                                         | Saint-Jeoire                                                   |                                                                 | Fin XVIIIe siècle. Propriété de la commune |                                 |              |
| Maison forte                                   | Maison forte de Bevy                                                          | Crempigny-Bonneguête (hameau de Bevy)                          |                                                                 | |                                 |              |
| Maison forte                                   | Maison Blain                                                                  | Doussard (Hameau de Verthier)                                  | Inscrit MH (1974) · Notice no PA00118388                        | XVe siècle. Propriété privée | 45° 47′ 15″ N, 6° 14′ 01″ E     |              |
| Maison forte · Néo-gothique                    | Château de Blonay                                                             | Lugrin                                                         |                                                                 | XIVe siècle. Appartements. | 46° 22′ 44″ N, 6° 37′ 54″ E     |              |
| Château fort · Ruine ou disparu                | Château de Blonay                                                             | Publier                                                        |                                                                 | XIIIe siècle. Reconstruit par les Blonay au XIXe siècle. Propriété privée                                                                                             | 46° 23′ 03″ N, 6° 30′ 58″ E     |              |
| Maison forte                                   | Château de Blonay                                                             | Saint-Paul-en-Chablais (Chef-lieu)                             |                                                                 | Milieu XVe siècle. |                                 |              |
| Château fort                                   | Château de Boisy                                                              | Ballaison                                                      |                                                                 | XIIIe siècle, situé sur d'anciennes ruines Burgondes. Propriété privée                                                                                                | 46° 17′ 59″ N, 6° 20′ 43″ E     |              |
| Maison forte                                   | Château de Boisy                                                              | Groisy                                                         |                                                                 | 1314 |                                 |              |
| Maison forte                                   | Château de Bonatray (Château de Bon Attrait)                                  | Villaz                                                         |                                                                 | XIIe siècle. Centre médical |                                 |              |
| Château fort · Ruine ou disparu                | Château de Bonne                                                              | Bonne                                                          |                                                                 | XIIIe siècle |                                 |              |
| Château fort                                   | Château de Bonneville                                                         | Bonneville                                                     | Inscrit MH (1987) · Notice no PA00118364                        | XIIIe siècle | 46° 04′ 44″ N, 6° 24′ 30″ E     |              |
| Ruine ou disparu                               | Château de Boringe (ou de Pont-d'Arve)                                        | Reignier-Ésery (Reignier)                                      |                                                                 | Début XIIIe siècle, |                                 |              |
|                                                | Château de Bottelier                                                          | Servoz                                                         |                                                                 | XVIIe siècle |                                 |              |
| Maison forte                                   | Maison forte de Bougé                                                         | Fillinges                                                      |                                                                 | v. XIVe siècle |                                 |              |
| Maison forte                                   | Château de Brens                                                              | Bons-en-Chablais (Brens)                                       |                                                                 | XIVe siècle,. | 46° 16′ 06″ N, 6° 20′ 37″ E     |              |
| Manoir, gentilhommière                         | Château de Buffavent                                                          | Lully                                                          | Inscrit MH (1944) · Notice no PA00118404                        | XVe siècle. Propriété privée | 46° 17′ 17″ N, 6° 24′ 24″ E     |              |
| Château fort                                   | Château du Cengle                                                             | Allèves                                                        |                                                                 | v. Xe siècle | 45° 44′ 27″ N, 6° 06′ 12″ E     |              |
| Maison forte                                   | Château de Cernex                                                             | Cernex (Chef-lieu)                                             |                                                                 | XIIIe siècle. |                                 |              |
| Ruine ou disparu                               | Château de Cevins                                                             | Pers-Jussy                                                     |                                                                 | |                                 |              |
| Maison forte · Ruine ou disparu                | Château de La Chapelle-Marin                                                  | Marin                                                          |                                                                 | v. XIVe siècle,. |                                 |              |
| Manoir, gentilhommière                         | Manoir Chapuis                                                                | Douvaine                                                       | Inscrit MH (1995) · Notice no PA00135662                        | XVIIIe siècle. Propriété privée. | 46° 18′ 21″ N, 6° 17′ 53″ E     |              |
| Maison forte                                   | Maison forte de Charansonnay                                                  | Massingy                                                       |                                                                 | [ 46 ] | 45° 49′ 13″ N, 5° 55′ 49″ E     |              |
| Maison forte                                   | Château de la Charniaz                                                        | Bonne                                                          |                                                                 | XIIIe siècle. Propriété privée |                                 |              |
| Ruine ou disparu                               | Château de Charousse                                                          | Passy                                                          |                                                                 | Fin XIIe siècle (?) |                                 |              |
| Château fort · Ruine ou disparu                | Château de Châteauvieux                                                       | Alby-sur-Chéran                                                |                                                                 | Avt. 1287 |                                 |              |
| Maison forte                                   | Château de Châteauvieux (Château de Ruphy)                                    | Duingt (Presqu'île)                                            | Inscrit MH (1988, Annulation en 1994) · Notice no PA00118391    | XVIIIe siècle. Propriété privée. | 45° 49′ 44″ N, 6° 12′ 12″ E     |              |
| Maison forte                                   | Château de Châteauvieux                                                       | Annecy Seynod                                                  |                                                                 | XIIIe siècle. Exploitation agricole | 45° 52′ 16″ N, 6° 05′ 14″ E     |              |
| Maison forte                                   | Château de Châtel                                                             | Usinens                                                        |                                                                 | . Propriété privée |                                 |              |
| Ruine ou disparu                               | Château du Châtelard de Feigères (parfois Faygères)                           | Feigères (Emplacement de la Chapelle Notre-Dame-de-la-Salette) |                                                                 | |                                 |              |
| Château fort · Ruine ou disparu                | Château du Châtelard-en-Semine                                                | Franclens                                                      |                                                                 | |                                 |              |
| Maison forte                                   | Maison forte de Chatillon (des Châtillons, dite Château Gaillet)              | Lugrin                                                         |                                                                 | | 46° 24′ 01″ N, 6° 39′ 33″ E     |              |
| Château fort · Ruine ou disparu                | Château de Châtillon-sur-Cluses                                               | Châtillon-sur-Cluses                                           |                                                                 | XIIe siècle,. | 46° 05′ 04″ N, 6° 34′ 59″ E     |              |
| Château fort · Ruine ou disparu                | Château de Chaumont                                                           | Chaumont                                                       |                                                                 | XIe siècle. | 46° 02′ 00″ N, 5° 57′ 29″ E     |              |
| Maison forte                                   | Château de Chavaroche (Chavaroche : Roche-chauve)                             | Chavanod                                                       |                                                                 | XIIIe siècle. |                                 |              |
| Maison forte                                   | Maison forte de Chillaz                                                       | Fillinges                                                      |                                                                 | v. XVe siècle |                                 |              |
| Maison forte                                   | Maison forte de Chilly                                                        | Douvaine                                                       |                                                                 | XVe siècle | 46° 18′ 06″ N, 6° 18′ 51″ E     |              |
| Maison forte                                   | Château de Chitry                                                             | Vallières-sur-Fier (Vallières)                                 |                                                                 | XVIe siècle. Hôtel |                                 |              |
| Maison forte                                   | Maison forte de Chounaz                                                       | Saint-Jeoire                                                   |                                                                 | |                                 |              |
| Maison forte                                   | Château de Choisy (ou de la Balme)                                            | Choisy                                                         | Inscrit MH (1982) · Notice no PA00118373                        | 1559. Centre d'une exploitation agricole | 45° 59′ 17″ N, 6° 02′ 50″ E     |              |
| Maison forte                                   | Château de Chuet                                                              | Saint-Pierre-en-Faucigny                                       |                                                                 | Milieu XIIIe siècle,. |                                 |              |
| Renaissance                                    | Château de Clermont                                                           | Clermont                                                       | Classé MH (1950) · Inscrit MH (1988) · Notice no PA00118375     | XVIe siècle | 45° 58′ 22″ N, 5° 54′ 31″ E     |              |
| Château fort                                   | Château médiéval de Clermont (château comtal)                                 | Clermont                                                       | Classé MH (1950) · Notice no PA00118375                         | XIIe siècle | 45° 58′ 26″ N, 5° 54′ 34″ E     |              |
| Maison forte                                   | Château de Cohendier                                                          | Saint-Pierre-en-Faucigny                                       |                                                                 | v. XIVe siècle. Maison de repos,. |                                 |              |
| Maison forte                                   | Château de Collonges                                                          | Frangy (Hameau de Collonges)                                   |                                                                 | |                                 |              |
| Manoir, gentilhommière                         | Château des Colombières (ou de Murard)                                        | Saint-Jeoire (Chef-lieu)                                       |                                                                 | Fin XIIIe siècle |                                 |              |
| Maison forte · Ruine ou disparu                | Maison forte de Compey-Lucinge                                                | Féternes                                                       |                                                                 | v. XIIe siècle. Propriété privée. | 46° 21′ 13″ N, 6° 32′ 35″ E     |              |
| Maison forte                                   | Château de la Comtesse                                                        | Saint-Gervais-les-Bains                                        |                                                                 | Fin XIVe siècle. Propriété privée |                                 |              |
|                                                | Château de Conzié                                                             | Bloye                                                          |                                                                 | XIIe siècle. Propriété privée | 45° 49′ 38,4″ N, 5° 56′ 38,6″ E |              |
| Maison forte                                   | Château de Cormand                                                            | Bonneville (La Côte d'Hyot)                                    |                                                                 | XIVe siècle,. |                                 |              |
| Maison forte                                   | Château de Cormand                                                            | Saint-Jeoire                                                   |                                                                 | [ 24 ] |                                 |              |
| Maison forte                                   | Château de Cornillon                                                          | Saint-Laurent                                                  |                                                                 | Début XIIe siècle,. |                                 |              |
|                                                | Château de Coudrée (Château de Forons)                                        | Sciez                                                          |                                                                 | XIIIe – XVe siècle. Restauré au XIXe siècle. Hôtel | 46° 20′ 25″ N, 6° 22′ 59″ E     |              |
|                                                | Château de la Cour                                                            | Annecy (Annecy-le-Vieux)                                       |                                                                 | XVe siècle, transformé au XVIIe siècle puis au XXe siècle. Propriété privée                                                                                           | 45° 55′ 22″ N, 6° 08′ 32″ E     |              |
| Maison forte                                   | Château de la Cour                                                            | Lornay (Ouest du chef-lieu)                                    |                                                                 | v. XIIIe siècle. | 45° 54′ 59″ N, 5° 54′ 18″ E     |              |
| Maison forte                                   | Maison forte de Couty                                                         | Sales                                                          |                                                                 | 1670 |                                 |              |
| Maison forte · Ruine ou disparu                | Maison forte de Couvette                                                      | Fillinges                                                      |                                                                 | v. XIVe siècle, ruinée vers le XVIe siècle |                                 |              |
| Château fort · Ruine ou disparu                | Châtelet du Crédoz (ou du Cret d'Ot)                                          | Cornier                                                        |                                                                 | Cité 1225. | 46° 06′ 13″ N, 6° 18′ 05″ E     |              |
|                                                | Château de Crempigny (Château de la Crête)                                    | Crempigny-Bonneguête                                           |                                                                 | |                                 |              |
| Maison forte                                   | Château de la Crête (Château de la Place)                                     | Thyez                                                          |                                                                 | Mairie |                                 |              |
| Château fort · Ruine ou disparu                | Château de Crête                                                              | Versonnex                                                      |                                                                 | Cité en 1319 Propriété de la commune | 45° 55′ 57″ N, 5° 54′ 50″ E     |              |
| Maison forte                                   | Château de la Croix (ou de la Crois ou Rose)                                  | Chavanod (hameau de La Croix)                                  |                                                                 | XIIIe siècle. |                                 |              |
|                                                | Château de la Croix                                                           | Scionzier                                                      | Classé MH (1994) · Notice no PA00118442                         | Début XVIe siècle. | 46° 03′ 37″ N, 6° 33′ 07″ E     |              |
| Château fort · Ruine ou disparu                | Château de Cruseilles                                                         | Cruseilles                                                     |                                                                 | XIIIe siècle |                                 |              |
| Maison forte · Ruine ou disparu                | Maison forte de Cursinges                                                     | Draillant                                                      | Inscrit MH (1990) · Notice no PA00118473                        | Fin XIVe siècle,. Propriété privée | 46° 17′ 46″ N, 6° 27′ 19″ E     |              |
| Château fort                                   | Château de Cusy                                                               | Cusy                                                           |                                                                 | Moyen Âge |                                 |              |
| Maison forte                                   | Maison forte de Dalmaz                                                        | La Balme-de-Sillingy                                           |                                                                 | XIIIe – XIVe siècle Propriété privée. | 45° 58′ 07″ N, 6° 02′ 40″ E     |              |
|                                                | La Tour de Demi-Quartier                                                      | Megève (Centre)                                                |                                                                 | XIIIe siècle. Mairie de Demi-Quartier |                                 |              |
| Maison forte                                   | Maison forte de Dingy                                                         | Passy                                                          |                                                                 | XIVe siècle. |                                 |              |
|                                                | Château de Disonche                                                           | Sallanches                                                     |                                                                 | XIIIe siècle,. Propriété privée |                                 |              |
| Maison forte                                   | Château de Disonche                                                           | Villaz                                                         |                                                                 | XIIIe siècle. Exploitation agricole |                                 |              |
| Maison forte · Ruine ou disparu                | Le Donjon                                                                     | Alby-sur-Chéran                                                |                                                                 | Av. fin XIIe siècle | 45° 49′ 07″ N, 6° 01′ 11″ E     |              |
| Ruine ou disparu                               | Tour du Draillant                                                             | Perrignier                                                     | Inscrit MH (1990) · Notice no PA00118474                        | Fin XIVe siècle (?). Propriété privée | 46° 18′ 18″ N, 6° 27′ 25″ E     |              |
| Château fort                                   | Château de Duingt (Duyn, Châteauneuf, château de l'Esplanade, château du Roc) | Duingt                                                         |                                                                 | Détruit avant 1219. Propriété privée. | 45° 49′ 43″ N, 6° 12′ 21″ E     |              |
| Maison forte                                   | Château de l'Échelle                                                          | La Roche-sur-Foron                                             |                                                                 | v. XIVe siècle, | 46° 04′ 01″ N, 6° 18′ 52″ E     |              |
| Maison forte                                   | Château d'Ésery                                                               | Reignier-Ésery (Ésery)                                         |                                                                 | Avt. XIVe siècle |                                 |              |
| Maison forte                                   | Château d'Étrembières                                                         | Étrembières                                                    |                                                                 | Fin XIIIe siècle,. Centre d'une exploitation agricole. | 46° 10′ 38″ N, 6° 13′ 44″ E     |              |
| Maison forte                                   | Maison forte de Faramaz                                                       | Marcellaz-Albanais (hameau de Faramaz)                         |                                                                 | |                                 |              |
| Maison forte                                   | Maison forte de Faramaz                                                       | Sales (Hameau de Faramaz)                                      |                                                                 | Exploitation agricole |                                 |              |
| Maison forte · Ruine ou disparu                | Château de Faramaz (Château du Vuache)                                        | Vulbens                                                        |                                                                 | [ 82 ] |                                 |              |
| Château fort · Ruine ou disparu                | Château de Faucigny                                                           | Faucigny                                                       |                                                                 | XIe siècle,. | 46° 06′ 58″ N, 6° 21′ 29″ E     |              |
| Château fort                                   | Château de Faverges                                                           | Faverges-Seythenex Faverges                                    | Inscrit MH (1991) · Notice no PA00118478                        | XIIIe siècle,. Propriété de la commune | 45° 44′ 44″ N, 6° 17′ 51″ E     |              |
| Maison forte                                   | Maison forte de Fésigny                                                       | Cusy                                                           |                                                                 | v. XIIe siècle, restaurée XXe siècle. Propriété privée |                                 |              |
| Maison forte                                   | Château de Fésigny (ou de La Ruaz)                                            | Veyrier-du-Lac                                                 | Inscrit MH (1993) · Notice no PA00125745                        | v. 1380. Propriété privée | 45° 53′ 05″ N, 6° 10′ 45″ E     |              |
| Ruine ou disparu                               | Château de Féternes                                                           | Féternes (Est du chef-lieu)                                    |                                                                 | v. XIIe siècle. |                                 |              |
| Maison forte                                   | Maison forte de Fillinges                                                     | Fillinges                                                      |                                                                 | avt. XVIe siècle,. Propriété privée. |                                 |              |
| Maison forte                                   | Maison forte de Fortis                                                        | Sales (Hameau de Tigny)                                        |                                                                 | |                                 |              |
|                                                | Château de la Frasse                                                          | Sallanches                                                     |                                                                 | Construite ou remaniée en 1602 |                                 |              |
| Maison forte · Ruine ou disparu                | Maison des Freney-de-Monarque                                                 | Sallanches                                                     |                                                                 | |                                 |              |
| Château fort                                   | Château de Gaillard                                                           | Gaillard                                                       |                                                                 | 1304-1589 |                                 |              |
| Maison forte                                   | Maison forte de Germonex                                                      | Sales (Hameau de Germonex)                                     |                                                                 | Exploitation agricole |                                 |              |
|                                                | Tour de Gex                                                                   | Sallanches                                                     |                                                                 | XVe siècle |                                 |              |
| Maison forte                                   | Château de Giez (Gye)                                                         | Giez (Chef-lieu)                                               | Inscrit MH (1979) · Notice no PA00118400                        | XIIIe siècle. Remanié XIXe siècle,. Propriété privée | 45° 45′ 05″ N, 6° 14′ 46″ E     |              |
| Château fort · Ruine ou disparu                | Château de Grailly                                                            | Ville-la-Grand                                                 |                                                                 | XIIIe siècle |                                 |              |
| Château fort · Ruine ou disparu                | Château de Gruffy                                                             | Gruffy                                                         |                                                                 | IXe siècle Propriété privée. |                                 |              |
| Maison forte                                   | Château des Guillet-Monthoux                                                  | Thonon-les-Bains                                               | Classé MH (1911) · Notice no PA00118453                         | 1572 | 46° 22′ 20″ N, 6° 28′ 48″ E     |              |
| Château fort · Ruine ou disparu                | Château d'Habère-Lullin                                                       | Habère-Lullin                                                  |                                                                 | XIIe siècle | 46° 14′ 07″ N, 6° 27′ 11″ E     |              |
| Maison forte                                   | Château de Hautetour                                                          | Saint-Gervais-les-Bains                                        |                                                                 | Fin XIIIe siècle. Pôle culturel de Haute Tour |                                 |              |
| Château fort · Ruine ou disparu                | Château d'Hauteville                                                          | Hauteville-sur-Fier                                            |                                                                 | v. XIIe siècle |                                 |              |
| Maison forte                                   | Château d'Héré (Château de Dérée)                                             | Duingt (Hameau d'Héré)                                         | Inscrit MH (1984) · Notice no PA00118390                        | XIVe siècle. Propriété privée. | 45° 49′ 25″ N, 6° 11′ 52″ E     |              |
| Manoir, gentilhommière                         | Manoir et château d'Humilly                                                   | Viry (ham. d'Humilly)                                          |                                                                 | XIVe siècle (?). Propriété privée |                                 |              |
| Maison forte                                   | Palais de l'Isle                                                              | Annecy                                                         | Classé MH (1900) · Notice no PA00118359                         | XIe siècle. Musée | 45° 53′ 55″ N, 6° 07′ 39″ E     |              |
| Maison forte                                   | Château de Jarsagne                                                           | Frangy (Hameau de Jersagne)                                    |                                                                 | |                                 |              |
| Manoir, gentilhommière                         | Manoir de Jouvernex                                                           | Margencel                                                      |                                                                 | Propriété privée | 46° 19′ 51″ N, 6° 25′ 25″ E     |              |
| Château fort · Ruine ou disparu                | Château de Langin                                                             | Bons-en-Chablais                                               |                                                                 | XIIIe siècle,. | 46° 15′ 13″ N, 6° 20′ 37″ E     |              |
| Maison forte · Ruine ou disparu                | Château de Langin                                                             | Saint-Cergues                                                  |                                                                 | Avt. XVe siècle. Les châteaux de Locon et Neydens sont aujourd'hui en ruines.                                                                                         |                                 |              |
| Maison forte                                   | Château de Larringes                                                          | Larringes                                                      |                                                                 | Xe siècle. Propriété privée. | 46° 22′ 28″ N, 6° 34′ 28″ E     |              |
| Ruine ou disparu                               | Château de Lathuile                                                           | Lathuile (Chef-lieu)                                           |                                                                 | XIIe – XVe siècle. Propriété privée. | 45° 46′ 55″ N, 6° 12′ 07″ E     |              |
| Maison forte                                   | Maison forte de Lathuile                                                      | Lathuile (Chef-lieu)                                           |                                                                 | Xe siècle. Mairie-école. |                                 |              |
| Maison forte                                   | Maison forte de Loche                                                         | Magland (Rue nationale)                                        | Inscrit MH (1994) · Notice no PA00132830                        | XVe siècle,. Propriété privée | 46° 01′ 16″ N, 6° 37′ 15″ E     |              |
| Maison forte                                   | Maison forte de Loëx                                                          | Bonne                                                          | Inscrit MH (1993) · Notice no PA00125743                        | XIIIe siècle | 46° 09′ 57″ N, 6° 18′ 23″ E     |              |
| Maison forte                                   | Château de Lornay                                                             | Lornay (Est du chef-lieu)                                      |                                                                 | XIIIe siècle,. | 45° 54′ 59″ N, 5° 54′ 18″ E     |              |
| Maison forte                                   | Château de Lucinges                                                           | Lucinges (Nord-Est de l'église)                                |                                                                 | XIIe siècle. | 46° 11′ 29″ N, 6° 19′ 09″ E     |              |
| Maison forte                                   | Maison forte de Lupigny                                                       | Boussy                                                         |                                                                 | XVe siècle. |                                 |              |
| Maison forte                                   | Château de Maclamod                                                           | Chavanod (Maclamod)                                            |                                                                 | |                                 |              |
|                                                | Château de Magny                                                              | Reignier-Ésery (Hameau de Magny)                               |                                                                 | Avt. XVIe siècle, |                                 |              |
| Maison forte                                   | Château de Malbuisson                                                         | Copponex                                                       |                                                                 | XVIe siècle |                                 |              |
| Maison forte                                   | Maison forte de Marclaz                                                       | Thonon-les-Bains                                               | Inscrit MH (1995) · Notice no PA00135664                        | Fin XVe siècle Propriété privée | 46° 21′ 23″ N, 6° 26′ 50″ E     |              |
| Maison forte · Ruine ou disparu                | Château de Marcossey                                                          | Viuz-en-Sallaz (Brégny)                                        |                                                                 | Un second château a porté ce nom situé à Brénaz |                                 |              |
| Maison forte                                   | Maison forte de Marlioz                                                       | Boussy                                                         |                                                                 | |                                 |              |
|                                                | Château de Maugny                                                             | Draillant                                                      |                                                                 | Propriété privée | 46° 18′ 41″ N, 6° 28′ 42″ E     |              |
| Maison forte · Ruine ou disparu                | Tour de Maugny                                                                | Thollon-les-Mémises (lieu-dit "Le Château") (ham. de Nouy)     |                                                                 | v. XIIe siècle (?) | 46° 23′ 23″ N, 6° 41′ 58″ E     |              |
| Ruine ou disparu                               | Château de Maxilly                                                            | Maxilly-sur-Léman                                              |                                                                 | XIIIe siècle. |                                 |              |
| Maison forte                                   | Château de Menthon-Saint-Bernard                                              | Menthon-Saint-Bernard                                          | Inscrit MH (1989) · Notice no PA00118469                        | Xe – XIXe siècle. Propriété privée | 45° 51′ 50″ N, 6° 12′ 14″ E     |              |
| Maison forte                                   | Château de Metz (Mez)                                                         | Epagny Metz-Tessy)                                             |                                                                 | |                                 |              |
| Maison forte                                   | Château de Meyrens                                                            | Reignier-Ésery (Hameau de Méran)                               |                                                                 | . Propriété privée |                                 |              |
|                                                | Château de Mieudry                                                            | Boussy                                                         |                                                                 | XIIIe siècle. |                                 |              |
| Maison forte                                   | Maison forte de Mionnaz                                                       | Menthonnex-sous-Clermont                                       |                                                                 | Début XIVe siècle,. Centre d'une exploitation agricole | 45° 56′ 38″ N, 5° 55′ 40″ E     |              |
| Maison forte                                   | Maison forte de Mollard                                                       | Sales                                                          |                                                                 | |                                 |              |
| Ruine ou disparu                               | Château de Monnetier                                                          | Monnetier-Mornex                                               |                                                                 | Construit en 1557, brûlé en 1589,. Reconstruit en hôtel en 1855. |                                 |              |
|                                                | Tours de Mons                                                                 | Vanzy (hameau de Mons)                                         | Inscrit MH (1989) · Notice no PA00118470                        | XIIIe – XIVe siècle (1290) | 46° 01′ 40″ N, 5° 53′ 16″ E     |              |
|                                                | Château de Montagny                                                           | Sallanches                                                     |                                                                 | [ 30 ] |                                 |              |
| Ruine ou disparu                               | Château de Montanier (de la Tournelette / Tornaltaz,)                         | Samoëns                                                        |                                                                 | Mentionné en 1309. |                                 |              |
| Maison forte · Ruine ou disparu                | Château de Montconon                                                          | Alby-sur-Chéran                                                |                                                                 | Av. fin XIIe siècle | 45° 48′ 25″ N, 6° 01′ 04″ E     |              |
| Maison forte · Ruine ou disparu                | Château de Montdésir                                                          | Alby-sur-Chéran                                                |                                                                 | Av. fin XIIe siècle |                                 |              |
| Château fort · Ruine ou disparu                | Château de Montfort                                                           | Archamps                                                       |                                                                 | XIIIe siècle (?), détruit selon Foras vers la fin du XVIe siècle |                                 |              |
| Maison forte                                   | Château de Monthoux                                                           | Annecy (Pringy                                                 | Notice no IA74000230                                            | Avt. XIVe siècle. Remaniée au XIXe siècle |                                 |              |
| Château fort · Ruine ou disparu                | Château de Monthoux                                                           | Vétraz-Monthoux (Monthoux)                                     |                                                                 | XIIIe siècle. Détruit, reconstruit au XVIe siècle,. Commune | 46° 10′ 14″ N, 6° 15′ 27″ E     |              |
|                                                | Château de Montjoie (Château de Béatrice de Faucigny)                         | Les Contamines-Montjoie                                        |                                                                 | XIIIe siècle. |                                 |              |
|                                                | Château de Montjoux                                                           | Thonon-les-Bains                                               |                                                                 | 1930 | 46° 22′ 16″ N, 6° 28′ 01″ E     |              |
| Maison forte                                   | Château de Montpon                                                            | Alby-sur-Chéran                                                | Notice no IA74000202                                            | Propriété privée | 45° 49′ 13″ N, 6° 01′ 19″ E     |              |
| Maison forte                                   | Château de Montrosset (Maison Brêche)                                         | Sallanches                                                     |                                                                 | XIVe siècle. Démantelé. |                                 |              |
| Maison forte                                   | Château de Montrottier                                                        | Lovagny                                                        | Classé MH (1919) · Notice no PA00118402                         | XIIIe siècle,. Musée. Possession de l'Académie florimontane | 45° 53′ 55″ N, 6° 02′ 20″ E     |              |
| Maison forte · Ruine ou disparu                | Château de Montvuagnard                                                       | Alby-sur-Chéran                                                |                                                                 | Propriété privée | 45° 49′ 39″ N, 6° 00′ 17″ E     |              |
| Maison forte                                   | Château de Morgenex                                                           | Vallières-sur-Fier (Vallières)                                 |                                                                 | Moyen Âge | 45° 55′ 06″ N, 5° 56′ 33″ E     |              |
|                                                | Château de Mornex                                                             | Monnetier-Mornex (Mont Gosse)                                  |                                                                 | XIIe siècle. Possession des comtes de Genève |                                 |              |
|                                                | Château de la Motte                                                           | Ayse                                                           |                                                                 | v. XVe siècle. |                                 |              |
|                                                | Château de Moulinsard                                                         | Viry                                                           |                                                                 | Location pour événements (mariages...) | 46° 06′ 47″ N, 6° 02′ 19″ E     |              |
| Manoir, gentilhommière · Ruine ou disparu      | Château de Mussel                                                             | Scionzier                                                      |                                                                 | Fortifié vers 1310. |                                 |              |
|                                                | Tour de Naz                                                                   | Gaillard                                                       |                                                                 | | 46° 11′ 02″ N, 6° 12′ 43″ E     |              |
| Maison forte                                   | Château du Noiret                                                             | Saint-Jorioz (hameau de Lornard)                               |                                                                 | XVIIe siècle. Propriété privée |                                 |              |
| Maison forte                                   | Château de Novel                                                              | Annecy                                                         | Inscrit MH (1975) · Notice no PA00118357                        | XIIe siècle. Musée | 45° 55′ 06″ N, 6° 08′ 06″ E     |              |
| Maison forte                                   | Maison forte de Novéry                                                        | Minzier                                                        | Inscrit MH (1993) · Notice no PA00125744                        | XVe siècle,. Propriété privée | 46° 03′ 29″ N, 5° 59′ 00″ E     |              |
|                                                | Château de l'Oblaz                                                            | Chaumont                                                       |                                                                 | [ 128 ] |                                 |              |
| Château fort                                   | Châteaux d'Ogny                                                               | Saint-Julien-en-Genevois                                       |                                                                 | Avant 1339, |                                 |              |
| Maison forte                                   | Château d'Orlier (ou Orlyer, Orlyé)                                           | Annecy Seynod (prox. de l'église de Balmont)                   |                                                                 | Avt. XIVe siècle. | 45° 49′ 54″ N, 6° 03′ 34″ E     |              |
|                                                | Château d'Ornex                                                               | Pers-Jussy                                                     |                                                                 | |                                 |              |
| Maison forte                                   | Château des Paquelet de Moyron                                                | Villaz                                                         |                                                                 | 1591 |                                 |              |
| Maison forte                                   | Château de la Pesse                                                           | Annecy (Annecy-le-Vieux)                                       |                                                                 | XIVe siècle. Propriété privée | 45° 55′ 03″ N, 6° 09′ 22″ E     |              |
| Maison forte                                   | Château de Periaz (ou Peyriaz)                                                | Annecy Seynod                                                  |                                                                 | XVIe siècle. |                                 |              |
| Ruine ou disparu                               | Tour du Petit Grézy                                                           | Lovagny                                                        |                                                                 | |                                 |              |
|                                                | Château de Pierre                                                             | Nangy (Sud-est du bourg)                                       |                                                                 | XIe siècle. Détruit en 1589 |                                 |              |
| Maison forte                                   | Château de Pierrecharve                                                       | Mûres                                                          |                                                                 | XIIIe siècle | 45° 48′ 33″ N, 6° 01′ 30″ E     |              |
| Maison forte                                   | Château de Pieuillet                                                          | Marcellaz-Albanais                                             |                                                                 | avt. XVIe siècle. Propriété privée |                                 |              |
| Ruine ou disparu                               | Château de Polinge                                                            | Reignier-Ésery (Reignier)                                      |                                                                 | Avt. XIVe siècle, |                                 |              |
| Maison forte                                   | Maison forte de Pontverre                                                     | Cruseilles                                                     |                                                                 | vers XIIIe siècle |                                 |              |
| Ruine ou disparu                               | Château de Pontverre                                                          | Lovagny                                                        |                                                                 | Xe siècle |                                 |              |
| Ruine ou disparu                               | Château de Pormoray                                                           | Sallanches                                                     |                                                                 | [ 31 ] |                                 |              |
| Maison forte                                   | Château de Pressy (ou d'Annières)                                             | Bonneville                                                     |                                                                 | XIe – XIIIe siècle |                                 |              |
| Maison forte                                   | Château de Promery                                                            | Annecy (Pringy)                                                | Inscrit MH (1951) · Notice no PA00118419                        | Avt. XIVe siècle. Propriété privée | 45° 57′ 17″ N, 6° 06′ 49″ E     |              |
| Maison forte                                   | Château de Quintal                                                            | Quintal                                                        |                                                                 | XIe et XVIIe siècles. Propriété privée | 45° 50′ 15″ N, 6° 05′ 07″ E     |              |
| Maison forte                                   | Maison forte de Raclaz                                                        | Dingy-en-Vuache (Hameau de Raclaz)                             |                                                                 | XVe siècle. |                                 |              |
| Maison forte · Ruine ou disparu                | Maison forte de La Ravoire                                                    | Saint-Jeoire                                                   |                                                                 | [ 24 ] |                                 |              |
| Ruine ou disparu                               | Château de La Rebatière                                                       | Franclens                                                      |                                                                 | |                                 |              |
| Maison forte · Ruine ou disparu                | Château de Riddes (Château Berthier)                                          | Thyez                                                          |                                                                 | [ 69 ] |                                 |              |
|                                                | Château de Ripaille                                                           | Thonon-les-Bains                                               | Inscrit MH (1942) · Notice no PA00118454                        | XVe siècle. Propriété privée | 46° 23′ 17″ N, 6° 29′ 12″ E     |              |
| Maison forte                                   | Château de Rives (dit château de Montjoux)                                    | Thonon-les-Bains                                               | Inscrit MH (1932) · Notice no PA00118455                        | Propriété de la ville | 46° 23′ 17″ N, 6° 29′ 12″ E     |              |
| Château fort · Ruine ou disparu                | Château de La Roche-sur-Foron (Château du Rocher)                             | La Roche-sur-Foron                                             | Inscrit MH (1944) · Notice no PA00118424                        | Xe – XIIIe siècle. | 46° 03′ 57″ N, 6° 18′ 55″ E     |              |
| Château fort · Ruine ou disparu                | Château de Rochefort (parfois Rocfort, Rocafort)                              | Boëge                                                          |                                                                 | XIe – XIIe siècle, abandonné au XIVe siècle pour celui de Marcossey                                                                                                   | 46° 13′ 15″ N, 6° 22′ 55″ E     |              |
|                                                | Château des Roches                                                            | Bonneville                                                     |                                                                 | |                                 |              |
| Château fort · Ruine ou disparu                | Château de la Rochette                                                        | Lully                                                          | Inscrit MH (1932) · Notice no PA00118405                        | XIIIe siècle. Propriété privée | 46° 17′ 27″ N, 6° 25′ 36″ E     |              |
| Maison forte · Ruine ou disparu                | Maison forte de Rogles                                                        | Marcellaz-Albanais                                             |                                                                 | XVe siècle. |                                 |              |
| Maison forte                                   | Château de Rossy                                                              | Choisy                                                         |                                                                 | |                                 |              |
| Maison forte                                   | Château de Rovorée                                                            | Yvoire                                                         |                                                                 | Mentionnée dès 1276 | 46° 22′ 02″ N, 6° 20′ 50″ E     |              |
|                                                | Château des Rubins                                                            | Sallanches                                                     |                                                                 | XIVe siècle. Centre de la nature montagnarde. Musée |                                 |              |
| Château fort · Ruine ou disparu                | Château de Rumilly                                                            | Rumilly                                                        |                                                                 | v. Xe siècle. Démantelé en 1630. |                                 |              |
| Maison forte · Ruine ou disparu                | Château de Sacconay                                                           | Reignier-Ésery (Ésery)                                         |                                                                 | Avt. XIVe siècle |                                 |              |
| Ruine ou disparu                               | Château de Saillon                                                            | Lovagny                                                        |                                                                 | |                                 |              |
| Maison forte                                   | Site castral de Saint-Gervais-les-Bains                                       | Saint-Gervais-les-Bains (Lieu-dit le Châtelet)                 | Inscrit MH (1989) · Notice no PA00118471                        | Propriété privée | 45° 53′ 31″ N, 6° 42′ 23″ E     |              |
| Maison forte · Ruine ou disparu                | Château de Saint-Jeoire (Maison forte du Rocher)                              | Saint-Jeoire                                                   |                                                                 | [ 24 ] |                                 |              |
| Château fort · Ruine ou disparu                | Tour de Saint-Jeoire                                                          | Servoz                                                         |                                                                 | XIVe siècle |                                 |              |
| Maison forte                                   | Château de Saint-Marcel                                                       | Marigny-Saint-Marcel (Saint-Marcel)                            |                                                                 | Remanié au XVIIe siècle. Propriété privée/Espace de réception |                                 |              |
| Ruine ou disparu                               | Château de Saint-Michel-du-Lac                                                | Servoz-Les Houches (Hameau du Lac)                             |                                                                 | XIIIe siècle. Fortifié vers 1310. |                                 |              |
|                                                | Château de Saint-Ornex                                                        | Copponex                                                       |                                                                 | |                                 |              |
| Ruine ou disparu                               | Château de Saint-Paul                                                         | Saint-Paul-en-Chablais (Château-Vieux)                         |                                                                 | Milieu XIIIe siècle. |                                 |              |
| Maison forte                                   | Château de Saint-Sixt (Château Anthonioz)                                     | Saint-Sixt (Chef-lieu)                                         |                                                                 | v. XIVe siècle. Propriété privée |                                 |              |
| Maison forte                                   | Château du Saix                                                               | La Roche-sur-Foron                                             |                                                                 | v. XIIe siècle | 46° 04′ 01″ N, 6° 18′ 52″ E     |              |
| Château fort · Ruine ou disparu                | Château de Salagine                                                           | Bloye (Rte du Grand Salagine)                                  |                                                                 | Moyen Âge | 45° 49′ 18″ N, 5° 57′ 14″ E     |              |
| Maison forte · Ruine ou disparu                | Château de Sales                                                              | Fillière (Thorens-Glières)                                     |                                                                 | | 45° 59′ 40″ N, 6° 15′ 30″ E     |              |
|                                                | Château de Sallanches (dit de Cordon ou de Bourbonge/s)                       | Cordon                                                         |                                                                 | Avt. XIIIe siècle. Branche cadette des Menthon qui donna son nom au château,.                                                                                         | 45° 55′ 58″ N, 6° 37′ 26″ E     |              |
| Maison forte                                   | Château de Sallenôves                                                         | Marlioz                                                        | Inscrit MH (1931) · Notice no PA00118439                        | Début XIIe siècle,. Propriété privée | 46° 00′ 40″ N, 5° 59′ 45″ E     |              |
| Maison forte                                   | Maison forte de La Sauffaz                                                    | Saint-Félix                                                    | Inscrit MH (1977) · Notice no PA00118431                        | v. XVe siècle. | 45° 49′ 06″ N, 5° 58′ 40″ E     |              |
| Château fort · Ruine ou disparu                | Tour de Sauterens                                                             | Saint-Pierre-en-Faucigny                                       |                                                                 | XIVe siècle |                                 |              |
| Ruine ou disparu                               | Château de Savigny                                                            | Savigny (Hameau de Cortagy)                                    |                                                                 | XVe siècle |                                 |              |
|                                                | Château de Sciez                                                              | Sciez                                                          |                                                                 | XIe siècle. |                                 |              |
|                                                | Tour de Servoz                                                                | Sallanches                                                     |                                                                 | |                                 |              |
| Ruine ou disparu                               | Château de Soirié (Soirier, Soyrier)                                          | Groisy (Hameau de Soyrier)                                     |                                                                 | XIe siècle |                                 |              |
| Maison forte                                   | Château de Songy                                                              | Saint-Sylvestre (Village de Songy)                             |                                                                 | Cité en 1311. |                                 |              |
| Maison forte                                   | Château de Sonnaz                                                             | Thonon-les-Bains                                               |                                                                 | XVe siècle. Remaniée en 1666-1668. Office du tourisme | 46° 22′ 25″ N, 6° 28′ 42″ E     |              |
|                                                | Château du Sougey                                                             | Arbusigny                                                      |                                                                 | Château construit en 1659. Propriété privée | 46° 05′ 01″ N, 6° 13′ 29″ E     |              |
| Maison forte                                   | Château de Symond (Bois Salève)                                               | Étrembières                                                    |                                                                 | XIVe siècle. Appartements | 46° 09′ 57″ N, 6° 11′ 33″ E     |              |
| Maison forte · Ruine ou disparu                | Château de Syrier                                                             | Reignier-Ésery (Reignier)                                      |                                                                 | Fin XIIe siècle. Détruit v. 1591 |                                 |              |
| Motte castrale ou féodale · Château fort       | Châteaux de Ternier                                                           | Saint-Julien-en-Genevois (Ternier)                             |                                                                 | XIIe siècle. |                                 |              |
| Maison forte · Ruine ou disparu                | Château des Terreaux (ou Château de Châtillon)                                | Étrembières                                                    |                                                                 | XIVe – XVe siècle |                                 |              |
|                                                | Château de Thénières                                                          | Ballaison                                                      |                                                                 | Pastiche d'architecture écossaise 1864, construit sur les ruines du château comtal de Ballaison du XIe siècle. Appartient à la Communauté de communes du Bas-Chablais | 46° 18′ 13″ N, 6° 19′ 33″ E     |              |
|                                                | Château de Thiollaz                                                           | Chaumont                                                       |                                                                 | XVIIIe siècle. |                                 |              |
| Maison forte · Ruine ou disparu                | Maison forte de Thoire                                                        | Magland (Lieu-dit en crochet)                                  |                                                                 | [ 28 ] |                                 |              |
| Ruine ou disparu                               | Château de Thonon                                                             | Thonon-les-Bains                                               |                                                                 | v. XIIIe siècle |                                 |              |
| Château fort                                   | Château de Thorens (Parfois Château de Compey)                                | Fillière (Thorens-Glières)                                     | Inscrit MH (1995) · Notice no PA00118464                        | XIIe, XIIIe, XVe, XVIIe et XIXe siècles Propriété privée (Visite) | 45° 59′ 37″ N, 6° 15′ 20″ E     |              |
| Maison forte                                   | Maison forte de Thural                                                        | Magland                                                        |                                                                 | [ 156 ] |                                 |              |
|                                                | Château de Thuyset                                                            | Thonon-les-Bains                                               |                                                                 | XVe siècle | 46° 22′ 56″ N, 6° 29′ 56″ E     |              |
| Ruine ou disparu                               | Château du Thy (ou Thiez)                                                     | Ville-en-Sallaz                                                |                                                                 | Cité en 1276 |                                 |              |
| Maison forte · Ruine ou disparu                | Château de Thyez (de Thiez, Thy, Tez, Viuz ou de Salaz)                       | Viuz-en-Sallaz                                                 |                                                                 | début du XIIe siècle |                                 |              |
|                                                | Château de Tour de Fer                                                        | Saint-Jeoire                                                   |                                                                 | |                                 |              |
| Maison forte                                   | Château de la Tour de Marignan                                                | Sciez                                                          |                                                                 | XIIIe siècle. Exploitation viticole. | 46° 19′ 25″ N, 6° 22′ 05″ E     |              |
| Maison forte                                   | Château de Tourronde (La tour ronde)                                          | Lugrin (Hameau de Tour-Ronde)                                  | Notice no IA74000227                                            | XVIe siècle | 46° 22′ 44″ N, 6° 37′ 54″ E     |              |
|                                                | Château des Tours (ou Château Blanc)                                          | Ayse                                                           |                                                                 | Ancienne forteresse détruite du XIVe siècle et sur laquelle un nouveau château a été édifié au XIXe siècle,. Propriété privée                                         | 46° 04′ 56″ N, 6° 00′ 59″ E     |              |
|                                                | Château de Troches                                                            | Douvaine                                                       |                                                                 | XIIe siècle. | 46° 18′ 10″ N, 6° 18′ 01″ E     |              |
|                                                | Château du Turban                                                             | Thônes                                                         |                                                                 | XIXe siècle Propriété de la ville |                                 |              |
|                                                | Château du Turchet                                                            | Menthonnex-en-Bornes                                           |                                                                 | |                                 |              |
| Maison forte · Ruine ou disparu                | Château de Turchon                                                            | Saint-Jeoire                                                   |                                                                 | [ 24 ] |                                 |              |
| Maison forte · Ruine ou disparu                | Maison forte de Vallièges                                                     | Lugrin (lieu-dit Chez Busset)                                  |                                                                 | Disparu |                                 |              |
|                                                | Château de Vanzy (de la Fléchère)                                             | Vanzy                                                          |                                                                 | | 46° 02′ 27″ N, 5° 53′ 20″ E     |              |
| Maison forte                                   | Château de Vens                                                               | Seyssel                                                        |                                                                 | XIVe – XVIIe siècle. | 45° 56′ 15″ N, 5° 50′ 46″ E     |              |
| Maison forte                                   | Maison forte en Vernay                                                        | Marcellaz-Albanais                                             |                                                                 | |                                 |              |
| Maison forte                                   | Maison forte du Villard                                                       | Val de Chaise Marlens                                          |                                                                 | Mentionnée XVe siècle. |                                 |              |
| Maison forte                                   | Château de Villard-Chabod                                                     | Saint-Jorioz (route du Villaret)                               |                                                                 | Avt. XIVe siècle. Propriété privée |                                 |              |
|                                                | Château de Villy                                                              | Contamine-sur-Arve                                             |                                                                 | XIVe siècle,. |                                 |              |
| Maison forte                                   | Château de Villy                                                              | Reignier-Ésery (Reignier)                                      |                                                                 | Vers XIVe siècle,. Propriété privée |                                 |              |
|                                                | Château de Viry                                                               | Viry                                                           |                                                                 | XIIIe siècle. Propriété privée |                                 |              |
| Maison forte                                   | Château du Vivier                                                             | Scientrier                                                     |                                                                 | XVIe siècle |                                 |              |
| Maison forte · Ruine ou disparu                | Maison forte de Vons                                                          | Marigny-Saint-Marcel                                           |                                                                 | v. XVIIe siècle. |                                 |              |
| Château fort · Ruine ou disparu                | Château du Vuache (Château de Vulbens)                                        | Vulbens                                                        |                                                                 | , |                                 |              |
| Château fort                                   | Château d'Yvoire                                                              | Yvoire                                                         |                                                                 | XIVe siècle. Propriété privée | 46° 22′ 17″ N, 6° 19′ 35″ E     |              |

#### Ouvrages généraux
- Henri Baud, Jean-Yves Mariotte, Histoire des communes savoyardes : Le Chablais, Roanne, Éditions Horvath, 1980, 422 p. (ISBN 978-2-7171-0099-0).
- Henri Baud, Jean-Yves Mariotte, Alain Guerrier, Histoire des communes savoyardes : Le Faucigny, Roanne, Éditions Horvath, 1980, 619 p. (ISBN 2-7171-0159-4).
- Henri Baud, Jean-Yves Mariotte, Jean-Bernard Challamel, Alain Guerrier, Histoire des communes savoyardes. Le Genevois et Lac d'Annecy (Tome III), Roanne, Éditions Horvath, 1981, 422 p. (ISBN 2-7171-0200-0).

#### Ouvrages spécialisés
- Laurent d'Agostino, Maud Chevalier et Christophe Guffond, « Les châteaux du Moyen Âge en Haute-Savoie, entre recherche et mise en valeur. État de la question et perspectives », dans AVER – Anciens Vestiges En Ruines, Actes du colloque de clôture du projet AVER tenu à Aoste les 29,30 novembre et 1er décembre 2012, Aoste, 2012 (lire en ligne), p. 67-98.
- Louis Blondel, Châteaux de l'ancien diocèse de Genève, vol. Volume 7, Société d'histoire et d'archéologie de Genève, coll. « Mémoires et documents », 1956, 486 p., p. 321.
- Georges Chapier, Châteaux Savoyards : Faucigny, Chablais, Tarentaise, Maurienne, Savoie propre, Genevois, La Découvrance. Collection L'amateur Averti, 2005, 410 p. (ISBN 978-2-84265-326-2).
- Julien Coppier, Châteaux et maisons fortes de Haute-Savoie, Tours, Editions Sutton, 2017, 168 p.
- Jacques Gombert, Châteaux, vieilles pierres et blasons de Haute-Savoie, Magland, Neva, 2017, 384 p. (ISBN 978-2-35055-220-0).
- Lucien Guy, Les anciens châteaux du Faucigny, Académie salésienne, coll. « Mémoires & documents », 1929, 384 p. (lire en ligne).
- Nicolas Payraud, « Châteaux, espace et société en Dauphiné et en Savoie du milieu du XIIIe siècle à la fin du XVe siècle », Thèse de doctorat d'Histoire dirigée par Etienne Hubert Université Lumière-Lyon-II,‎ 2009 (lire en ligne) ([PDF] sur tel.archives-ouvertes.fr).
- Christian Regat et François Aubert, Châteaux de Haute-Savoie : Chablais, Faucigny, Genevois, Cabèdita, 1999, 193 p. (ISBN 978-2-88295-117-5).
- Élisabeth Chalmin-Sirot, « Lieux de résidence de la petite aristocratie en territoire genevois du XIe au XVIe siècle », Archéologie médiévale, no 33,‎ 2003, p. 115-137 (lire en ligne).